# Joel Chima Fujita
Joel Chima Fujita (藤田 譲瑠 チマ Fujita Joel Chima?), född 16 februari 2002 i Tokyo prefektur, är en japansk fotbollsspelare.
Fujita började sin karriär 2019 i Tokyo Verdy.